# Hahnenkopf
De Hahnenkopf (ook wel: Hahnenköpfle) is een berg gelegen in de Allgäuer Alpen in de Duitse deelstaat Beieren. De berg is 1736 meter hoog en is bereikbaar via een weg die loopt van Gerstruben naar Oytal.